# Państwowa Inspekcja Farmaceutyczna
Zasugerowano, aby zintegrować ten artykuł z artykułem Główny Inspektorat Farmaceutyczny (dyskusja). Nie opisano powodu propozycji integracji.
Państwowa Inspekcja Farmaceutyczna – państwowa instytucja kontroli i nadzoru nad produkcją i obrotem produktami leczniczymi. Podlega Ministrowi Zdrowia. Pracami Inspekcji kieruje Główny Inspektor Farmaceutyczny.

## Historia
Państwowa Inspekcja Farmaceutyczna powstała z przekształcenia Państwowego Nadzoru Farmaceutycznego w dniu 1 stycznia 1999 roku, na mocy art. 79 ustawy z dnia 24 lipca 1998 r. o zmianie niektórych ustaw określających kompetencje organów administracji publicznej.

## Zadania
Zadania Państwowej Inspekcji Farmaceutycznej są określone w ustawie z dnia 6 września 2001 r. Prawo farmaceutyczne. Państwowa Inspekcja Farmaceutyczna kontroluje wytwarzanie i import produktów leczniczych, a także warunki obrotu produktów leczniczych oraz wyrobów medycznych. Instytucja czuwa nad jakością produktów leczniczych będących w obrocie, kontroluje apteki, hurtownie i pozostałe jednostki prowadzące ten obrót. Nadzoruje jakość leków recepturowych i aptecznych. Kontroluje reklamę produktów leczniczych i oznakowanie ich opakowań. Inspekcja pełni też nadzór nad obrotem środkami odurzającymi i substancjami psychotropowymi.
Instytucja ta prowadzi rejestr aptek oraz punktów aptecznych, a także hurtowni farmaceutycznych, opiniuje przydatność lokali przeznaczonych na apteki, hurtownie leków lub inne jednostki obrotu produktami leczniczymi. Inspekcja wydaje też opinie na temat aptek, w których może być prowadzony staż zawodowy.
Państwowa Inspekcja Farmaceutyczna podczas wykonywania swoich zadań współpracuje z konsultantami do spraw farmacji, samorządem aptekarskim oraz innymi samorządami.

## Struktura
Na czele instytucji stoi Główny Inspektor Farmaceutyczny, będący centralnym organem administracji rządowej i wykonujący swe zadania przy pomocy Głównego Inspektoratu Farmaceutycznego. Na szczeblu województw funkcjonują Wojewódzkie Inspektoraty Farmaceutyczne.